# Regierung Gillard I
Die Regierung Gillard I regierte Australien vom 24. Juni 2010 bis zum 14. September 2010. Es handelte sich um eine Regierung der Labor Party.
Seit dem 3. Dezember 2007 regierte eine Laborregierung unter Premierminister Kevin Rudd. Nach einem Rückgang der Popularität Rudds in den Meinungsumfragen, forderte ihn seine Stellvertreterin Julia Gillard heraus und wurde am 24. Juni 2010 von der Laborfraktion zur neuen Premierministerin gewählt. Bei den vorgezogenen Parlamentswahl am 21. August 2010, verlor Labor 11 Sitze und kam nur noch auf 72 der 150 Sitze im Repräsentantenhaus. Nur mit Unterstützung von einem Abgeordneten der Grünen und drei Unabhängigen konnte Labor eine knappe Mehrheit behaupten. Julia Gillard blieb Premierministerin einer Laborregierung.

## Ministerliste
| Kabinett | Kabinett          | Kabinett                           | Kabinett |  |
| Amt | Minister          | Amtszeit                           | Bild     |  |
| --- | ----------------- | ---------------------------------- | -------- |  |
| Premierministerin | Julia Gillard     | 24. Juni 2010 – 14. September 2010 |          |  |
| Kabinettssekretär | Joe Ludwig        | 24. Juni 2010 – 14. September 2010 |          |  |
| stellvertretender Premierminister                                                                                      | Wayne Swan        | 24. Juni 2010 – 14. September 2010 |          |  |
| Schatzminister | Wayne Swan        | 24. Juni 2010 – 14. September 2010 |          |  |
| Minister für Einwanderung und Staatsangehörigkeit                                                                      | Chris Evans       | 24. Juni 2010 – 14. September 2010 |          |  |
| Verteidigungsminister                                                                                                  | John Faulkner     | 24. Juni 2010 – 14. September 2010 |          |  |
| Vizepräsident des Executive Council                                                                                    | John Faulkner     | 24. Juni 2010 – 14. September 2010 |          |  |
| Handelsminister | Simon Crean       | 24. Juni 2010 – 28. Juni 2010      |          |  |
| Handelsminister | Stephen Smith     | 28. Juni 2010 – 14. September 2010 |          |  |
| Außenminister | Stephen Smith     | 24. Juni 2010 – 14. September 2010 |          |  |
| Ministerin für Gesundheit und Senioren                                                                                 | Nicola Roxon      | 24. Juni 2010 – 14. September 2010 |          |  |
| Ministerin für Familien, Wohnraum, Community Services und Ureinwohner                                                  | Jenny Macklin     | 24. Juni 2010 – 14. September 2010 |          |  |
| Bildungsminister/in | Julia Gillard     | 24. Juni 2010 – 28. Juni 2010      |          |  |
| Bildungsminister/in | Simon Crean       | 28. Juni 2010 – 14. September 2010 |          |  |
| Minister/in für Arbeit und Beziehungen am Arbeitsplatz                                                                 | Julia Gillard     | 24. Juni 2010 – 28. Juni 2010      |          |  |
| Minister/in für Arbeit und Beziehungen am Arbeitsplatz                                                                 | Simon Crean       | 28. Juni 2010 – 14. September 2010 |          |  |
| Minister/in für soziale Integration                                                                                    | Julia Gillard     | 24. Juni 2010 – 28. Juni 2010      |          |  |
| Minister/in für soziale Integration                                                                                    | Simon Crean       | 28. Juni 2010 – 14. September 2010 |          |  |
| Minister für Finanzen und Deregulierung                                                                                | Lindsay Tanner    | 24. Juni 2010 – 3. September 2010  |          |  |
| Special Minister of State                                                                                              | Joe Ludwig        | 24. Juni 2010 – 14. September 2010 |          |  |
| Minister für Infrastruktur, Verkehr, regionale Entwicklung und kommunale Regierung                                     | Anthony Albanese  | 24. Juni 2010 – 14. September 2010 |          |  |
| Minister für Breitband, Kommunikation und Digitalwirtschaft                                                            | Stephen Conroy    | 24. Juni 2010 – 14. September 2010 |          |  |
| Minister für Innovation, Industrie, Wissenschaft und Forschung                                                         | Kim Carr          | 24. Juni 2010 – 14. September 2010 |          |  |
| Ministerin für Klimawandel, Energieeffizienz und Wasser                                                                | Penny Wong        | 24. Juni 2010 – 14. September 2010 |          |  |
| Minister für Umweltschutz, Kulturerbe und Kultur                                                                       | Peter Garrett     | 24. Juni 2010 – 14. September 2010 |          |  |
| Generalstaatsanwalt | Robert McClelland | 24. Juni 2010 – 14. September 2010 |          |  |
| Minister für Landwirtschaft, Fischerei und Forsten                                                                     | Tony Burke        | 24. Juni 2010 – 14. September 2010 |          |  |
| Minister für Rohstoffe und Energie                                                                                     | Martin Ferguson   | 24. Juni 2010 – 14. September 2010 |          |  |
| Minister für Tourismus                                                                                                 | Martin Ferguson   | 24. Juni 2010 – 14. September 2010 |          |  |
| Minister für Human Services                                                                                            | Chris Bowen       | 24. Juni 2010 – 14. September 2010 |          |  |
| |                   |                                    |          |  |
| Juniorminister |                   |                                    |          |  |
| Minister für Bevölkerung                                                                                               | Tony Burke        | 24. Juni 2010 – 28. Juni 2010      |          |  |
| Minister für nachhaltige Bevölkerung                                                                                   | Tony Burke        | 28. Juni 2010 – 14. September 2010 |          |  |
| Minister für Finanzdienstleistungen, Pensionen und Gesellschaftsrecht                                                  | Chris Bowen       | 24. Juni 2010 – 14. September 2010 |          |  |
| Minister für Wettbewerbspolitik und Verbraucher                                                                        | Craig Emerson     | 24. Juni 2010 – 14. September 2010 |          |  |
| Minister für Veteranen                                                                                                 | Alan Griffin      | 24. Juni 2010 – 14. September 2010 |          |  |
| Minister für Rüstungspersonal                                                                                          | Alan Griffin      | 24. Juni 2010 – 14. September 2010 |          |  |
| Minister für Rüstungsmaterial und -forschung                                                                           | Greg Combet       | 24. Juni 2010 – 14. September 2010 |          |  |
| Minister für Gesundheit der Ureinwohner, ländliche und regionale Gesundheit und Erbringung regionaler Dienstleistungen | Warren Snowdon    | 24. Juni 2010 – 14. September 2010 |          |  |
| Ministerin für Senioren                                                                                                | Justine Elliot    | 24. Juni 2010 – 14. September 2010 |          |  |
| Ministerin für Sport                                                                                                   | Kate Ellis        | 24. Juni 2010 – 14. September 2010 |          |  |
| Ministerin für frühkindliche Erziehung, Kinderbetreuung und Jugend                                                     | Kate Ellis        | 24. Juni 2010 – 14. September 2010 |          |  |
| Ministerin für Wohnraum                                                                                                | Tanya Plibersek   | 24. Juni 2010 – 14. September 2010 |          |  |
| Ministerin für die Stellung der Frau                                                                                   | Tanya Plibersek   | 24. Juni 2010 – 14. September 2010 |          |  |
| Minister für Erwerbsbeteiligung                                                                                        | Mark Arbib        | 24. Juni 2010 – 14. September 2010 |          |  |
| Minister für Kleinindustrie, Selbstständige und Dienstleister                                                          | Craig Emerson     | 24. Juni 2010 – 14. September 2010 |          |  |
| Innenminister | Brendan O’Connor  | 24. Juni 2010 – 14. September 2010 |          |  |
| |                   |                                    |          |  |
| Assistant Minister und parlamentarische Staatssekretäre                                                                |                   |                                    |          |  |
| Assistant Minister für Dienstleistungserbringung beim Premierminister                                                  | Mark Arbib        | 24. Juni 2010 – 14. September 2010 |          |  |
| Assistant Minister im Schatzministerium                                                                                | Nick Sherry       | 24. Juni 2010 – 14. September 2010 |          |  |
| Assistant Minister für Finanzen und Deregulierung                                                                      | Craig Emerson     | 24. Juni 2010 – 14. September 2010 |          |  |
| Assistant Minister für Klimawandel und Energieeffizienz                                                                | Greg Combet       | 24. Juni 2010 – 14. September 2010 |          |  |
| Parlamentarischer Staatssekretär beim Premierminister                                                                  | Anthony Byrne     | 24. Juni 2010 – 14. September 2010 |          |  |
| Parlamentarischer Staatssekretär für multikulturelle Angelegenheiten und Ansiedlung                                    | Laurie Ferguson   | 24. Juni 2010 – 14. September 2010 |          |  |
| Parlamentarischer Staatssekretär für Verteidigungsunterstützung                                                        | Mike Kelly        | 24. Juni 2010 – 14. September 2010 |          |  |
| Parlamentarischer Staatssekretär im Handelsministerium                                                                 | Anthony Byrne     | 24. Juni 2010 – 14. September 2010 |          |  |
| Parlamentarischer Staatssekretär für Unterstützung internationaler Entwicklung                                         | Bob McMullan      | 24. Juni 2010 – 14. September 2010 |          |  |
| Parlamentarischer Staatssekretär für Gesundheit                                                                        | Mark Butler       | 24. Juni 2010 – 14. September 2010 |          |  |
| Parlamentarischer Staatssekretär für Behinderte und Kinder                                                             | Bill Shorten      | 24. Juni 2010 – 14. September 2010 |          |  |
| Parlamentarischer Staatssekretär für den Wiederaufbau nach dem Buschfeuer in Victoria                                  | Bill Shorten      | 24. Juni 2010 – 14. September 2010 |          |  |
| Parlamentarische Staatssekretärin für Ehrenamtliche                                                                    | Ursula Stephens   | 24. Juni 2010 – 14. September 2010 |          |  |
| Parlamentarische Staatssekretärin für soziale Integration                                                              | Ursula Stephens   | 24. Juni 2010 – 14. September 2010 |          |  |
| Parlamentarischer Staatssekretär für Arbeit                                                                            | Jason Clare       | 24. Juni 2010 – 14. September 2010 |          |  |
| Parlamentarische Staatssekretärin für Infrastruktur, Verkehr, regionale Entwicklung und kommunale Regierung            | Maxine McKew      | 24. Juni 2010 – 14. September 2010 |          |  |
| Parlamentarischer Staatssekretär für Westaustralien und Nordaustralien                                                 | Gary Gray         | 24. Juni 2010 – 14. September 2010 |          |  |
| Parlamentarischer Staatssekretär für Innovation und Industrie                                                          | Richard Marles    | 24. Juni 2010 – 14. September 2010 |          |  |
| Parlamentarischer Staatssekretär für Wasser                                                                            | Mike Kelly        | 24. Juni 2010 – 14. September 2010 |          |  |